# Mukas Waranankong
Mukas Waranankong (mort en 1766) était le 4ème souverain de l'empire lunda de 1748 à 1766.

## Biographie
Fils de Yaav II, il monte sur le trône vers 1748. Il met fin à la politique de son prédécesseur Muteba Ier visant à soumettre les régions situées entre les fleuves Lubilashi, Zambèze et Kasaï.
Vers 1750, il crée le poste de sanam (équivalent de gouverneur général) pour gérer les terres du sud et les états vassaux. Grâce à cela, il fut possible de renforcer le pouvoir des Lunda à cet endroit. En conséquence, en 1760, il créa un autre poste de sanam dans la région du fleuve Kwango au nord et à l'ouest avec une résidence à Teng. Il mourut en 1766. Navedzhi Ier lui succéda.

## Sources
- Davidson, Basil, La traite des esclaves africains. Boston, 1980.
- Edgerton, Robert B., Le cœur troublé de l'Afrique : une histoire du Congo. New-York, 2002.
- Les Lunda du Sud et les peuples apparentés